# Sowi-online.de
sowi-online ist eine Informationsplattform zur sozialwissenschaftlichen Fachdidaktik, die den Austausch zwischen Wissenschaft und Lehr-Lern-Praxis fördern will. Die Materialien zu Unterrichtsmethoden, die Darstellungen zu fachdidaktischen Kontroversen, Blogbeiträge sowie die referierten Beiträge des Journals of Social Science Education (JSSE) zu sozialwissenschaftlichen Themen stehen Lehrern, Referendaren, Studierenden und allen Interessierten kostenfrei zur Verfügung. Die Website wird über den Verein sowi-online e. V. ehrenamtlich von Professoren der Politik- und Wirtschaftsdidaktik verschiedener Universitäten betrieben. Der Verein ist zudem auch Herausgeber des Journal of Social Science Education (JSSE).

## Über sowi-online
sowi-online vertritt einen auf die Integration der sozialwissenschaftlichen Fachdidaktiken zielenden Ansatz und fördert dessen Weiterentwicklung. Dabei konzentriert sich sowi-online auf Politik-, Wirtschafts- und Gesellschaftsdidaktik sowie einschlägige Inhalte und Themen der politischen, ökonomischen und gesellschaftlichen Bildung. sowi-online will die Grenzen und Abgrenzungen zwischen diesen Didaktiken überwinden, die einem pluralistischen, problemorientierten und kritischen sozialwissenschaftlichen Lernen im Weg stehen.
Zu den Sozialwissenschaften werden in fachlicher Hinsicht zunächst die sozialwissenschaftlichen Kerndisziplinen Politikwissenschaft, Soziologie und Wirtschaftswissenschaften gerechnet.
In fachdidaktischer Hinsicht stehen die Politikdidaktik (bzw. Didaktik der politischen Bildung), die Wirtschaftsdidaktik (bzw. Didaktik der ökonomischen Bildung) sowie die Didaktik der Sozialwissenschaften im Zentrum. Angrenzende sozial- und kulturwissenschaftliche Disziplinen wie z. B. Geschichtswissenschaft, (Sozial-)Geographie, Organisationsforschung, Konsumforschung, Arbeitswissenschaft oder (Sozial-)Psychologie und Erziehungswissenschaft treten ebenso wie die Didaktik des Sachunterrichts je nach Problemstellung und Thematik hinzu.

## Zielgruppen
sowi-online richtet sich an Lehrer, Referendare, Studierende, Lehrerausbilder, Bildungspolitiker sowie an die bildungspolitisch interessierte Öffentlichkeit. sowi-online richtet sich aber auch an Fachdidaktiker sowie an Bildungswissenschaftler; dies schließt die hochschuldidaktische Ausbildung von Lehrkräften für sozialwissenschaftliche Schulfächer sowie in der sozialwissenschaftlichen Jugend- und Erwachsenenbildung tätige Multiplikatoren ein.

## Themen
sowi-online veröffentlicht Angebote in unterschiedlichen Formaten zu den folgenden
Feldern und Thematiken:
- fachdidaktische Diskurse und Kontroversen in Schule und Hochschule
- unterrichtsrelevante sozialwissenschaftliche Probleme und Themen
- Ausbildung und Fortbildung von Lehrkräften in sozialwissenschaftlichen Studiengängen
- Methodische Informationen und Unterrichtsmaterialien

Überdies sind Reader zu verschiedenen, für die sozialwissenschaftliche Bildung relevanten Themen verfügbar. Zudem existiert ein vielfach genutztes Methodenlexikon, das einzelne Lehr-/Lernmethoden systematisch darstellt, ihre Leistungsfähigkeit diskutiert und Hinweise für die praktische Umsetzung gibt.
Auch in der wissenschaftlichen Diskussion wird vielfach auf die Beiträge und Reader auf sowi-online Bezug genommen.

## sowi-online e. V.
Die Plattform sowi-online.de wird vom Verein Sowi-online e. V. betrieben. Der Vorstand des Vereins umfasst folgende Personen:
- Vorsitzender: Udo Hagedorn, Universität Bielefeld
- stellvertretender Vorsitzender: Mahir Gökbudak, Universität Bielefeld
- Tim Engartner, Universität Frankfurt am Main
- Reinhold Hedtke, ehemals Universität Bielefeld
- Volker Schwier, Universität Bielefeld
- Andrea Szukala, Universität Münster
- Birgit Weber, Universität zu Köln

## Journal of Social Science Education (JSSE)
sowi-online e.V. ist Herausgeber des Journal of Social Science Education (JSSE), eines internationalen Open-Access-Journals mit Peer-Review-Verfahren, das vierteljährlich und frei verfügbar online erscheint. Es ist interdisziplinär und international ausgerichtet und behandelt Themen im Bereich von Lehren und Lernen mit einem Schwerpunkt auf sozialwissenschaftlicher Bildung im europäischen Kontext.